# Psychotria walikalensis
Psychotria walikalensis är en måreväxtart som beskrevs av Ernest Marie Antoine Petit. Psychotria walikalensis ingår i släktet Psychotria och familjen måreväxter. Inga underarter finns listade i Catalogue of Life.